# フラッシング・アベニュー駅 (BMTジャマイカ線)
フラッシング・アベニュー駅（Flushing Avenue）はブルックリン区のブロードウェイとフラッシング・アベニューの交差点に位置するニューヨーク市地下鉄BMTジャマイカ線の駅である。J系統が平日日中の混雑方向を除く終日、M系統が深夜帯以外に停車する。

## 歴史
1888年6月25日にゲイツ・アベニュー駅からウィリアムズバーグのドリッグス・アベニュー駅まで開業した際にBMTレキシントン・アベニュー線の駅として開業、開業当時はドリッグス・アベニュー駅からヴァン・シックレン・アベニュー駅までの区間で運行した
。その後クイーンズ区方面へも列車が走るようになっている。

## 駅構造
| P ホーム階 | 相対式ホーム、右側のドアが開く | 相対式ホーム、右側のドアが開く |
| P ホーム階 | 西行緩行線                     | ← 平日午前以外：ブロード・ストリート駅行き（ロリマー・ストリート駅） ← 平日：フォレスト・ヒルズ-71番街駅行き（ロリマー・ストリート駅） ← 休日：エセックス・ストリート駅行き（ロリマー・ストリート駅） |
| P ホーム階 | 混雑方向急行線                 | ← 平日日中混雑方向：通過 → |
| P ホーム階 | 東行緩行線                     | → 平日午後以外：ジャマイカ・センター-パーソンズ/アーチャー駅行き（マートル・アベニュー駅）→ 深夜帯以外：メトロポリタン・アベニュー駅行き（マートル・アベニュー駅）→                                   |
| P ホーム階 | 相対式ホーム、右側のドアが開く | |
| M          | 改札階                         | 改札口、駅員詰所、メトロカード自動券売機 (フラッシング・アベニューとブロードウェイ交差点の南西角にエレベーターあり)                                                                                   |
| G          | 地上階                         | 出入口 |

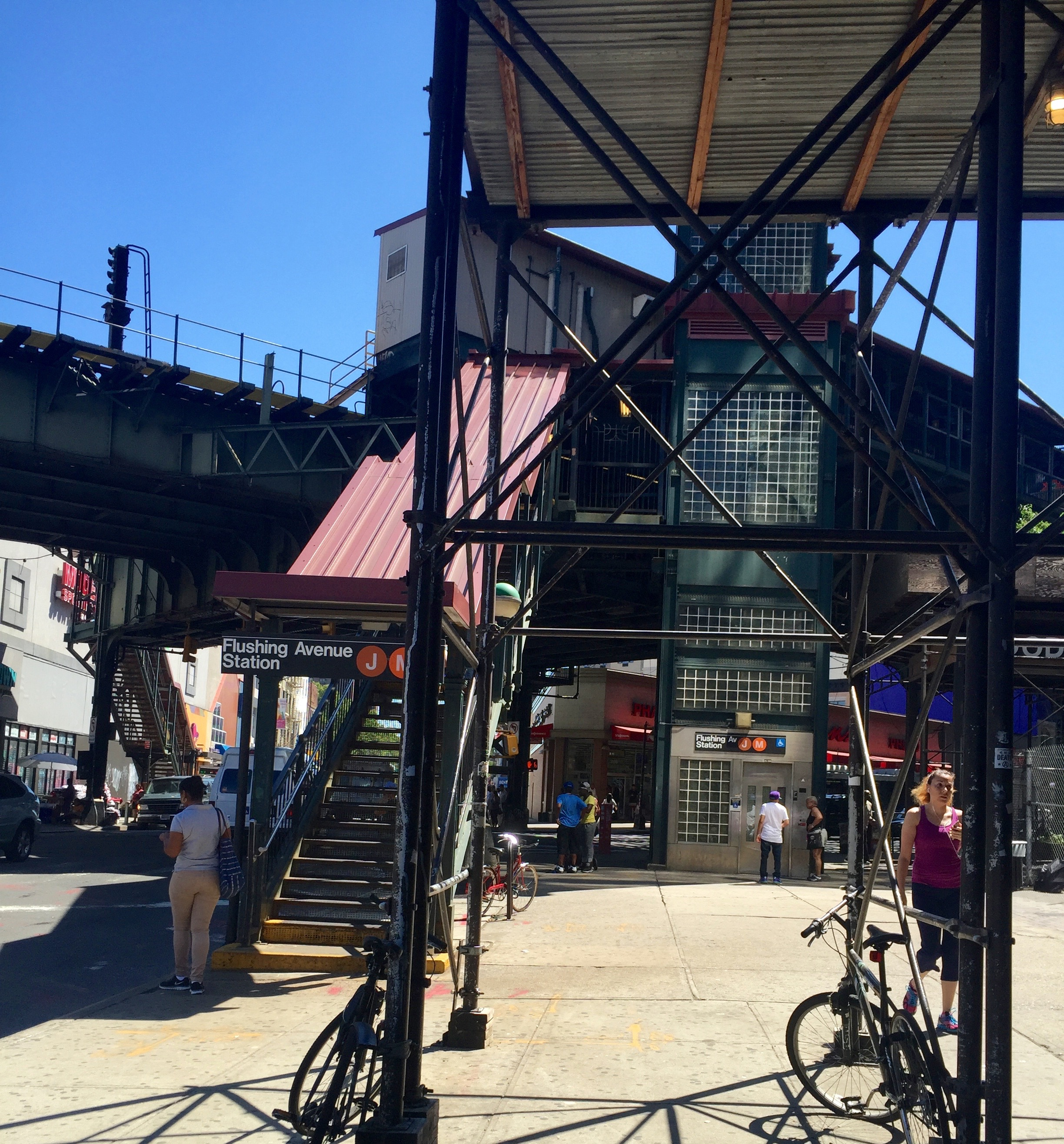
地上からの階段とエレベーター

駅は相対式ホーム2面3線の高架駅である。中央の急行線は平日日中にJ系統とZ系統が使用する。ホーム壁は白く屋根は赤色で支柱は緑色となっている。ホーム端には屋根がなくフェンスが設置されている。
2006年より当駅にはロビン・ホルダーによるMigrationと呼ばれるアートワークがホームの壁と改札階に設置されている。

### 出口
改札は2か所ある。ホーム西端に通じる改札からは地上への階段がフラッシング・アベニューとブロードウェイの交差点南東と南西に出ている。近隣にウッドフル病院があるため2003年にエレベーターが3基設置され、改札から地上へのエレベーターはフラッシング・アベニューとブロードウェイ交差点の南西に通じ、他の2基は改札から各ホームへ通じている。
ホーム東端にも改札があり、こちらの階段はファイエット・ストリートへ通じている。1980年代に閉鎖されていたものだが、2017年6月に営業を再開した。マートル・アベニュー線一部区間閉鎖時と14丁目トンネル閉鎖の際に無料シャトルバスとの乗り換えに使用されている。